# Walter Frederick Gale
Walter Frederick Gale (27 de novembre del 1865 - 1 de juny del 1945) va ser un gran aficionat a l'astronomia australià que realitzà nombrosos descobriments astronòmics. De professió banquer, Gale havia nascut a Paddington (Nova Gal·les del Sud).
Gran apassionat per l'astronomia, es construí el seu primer telescopi l'any 1884.
Descobrí un gran nombre de cometes, inclòs el cometa periòdic perdut 34D/Gale. També descobrí cinc estrelles dobles meridionals que porten el prefix GLE, i nombrosos cossos de l'espai, entre els quals la nebulosa planetària IC 5148 a Grus. El 1892, va descriure oasis i canals a la superfície de Mart. Va ser premiat amb la Medalla Jackson-Gwilt per la Royal Astronomical Society el 1935 per les seves descobertes de cometes i la seva feina per a l'astronomia de Nova Gal·les del Sud.
El cràter marcià Gale Crater, fou batejat en honor seu. Va ser triat el 2012 com a lloc d'aterratge del Curiosity Rover.